# Oskar Negt
Oskar Negt   (Wischnjowoje, 1 d'agost de 1934 - Hannover, 2 de febrer de 2024) va ser un filòsof i sociòleg alemany.

## Biografia
Nascut a la ciutat de Kapkeim, situada a Prússia Oriental i propera a Königsberg, va estudiar dret i filosofia a Göttingen. També va cursar estudis de sociologia a la Universitat de Frankfurt, on es va doctorar sota la direcció de Theodor Adorno amb una tesi sobre l'oposició entre els mètodes dialèctic i positivista en les obres de Georg Wilhelm Friedrich Hegel i Auguste Comte.
Va treballar com a assistent de Jürgen Habermas, però es va oposar al concepte habermasià d'«esfera pública burgesa» i va proposar en el seu lloc un retorn a les fonts de la teoria crítica per a fonamentar la noció d'«espai públic opositor». El 1970, va ser designat per ocupar la càtedra de sociologia a la Universitat de Hannover, on va dirigir l'Institut de Sociologia fins a 2003.
El seu pensament i la seva obra es nodreixen d'experiències pràctiques significatives. A la ciutat de Hannover, va ser principalment conegut com a cofundador del Glockseeschule, una de les poques escoles alternatives que van sorgir a Alemanya Occidental. Políticament proper als sindicats, va fundar el departament de formació obrera del sindicat metal·lúrgic IG Metall.